# Bulbophyllum curvicaule
Bulbophyllum curvicaule är en orkidéart som beskrevs av Rudolf Schlechter. Bulbophyllum curvicaule ingår i släktet Bulbophyllum och familjen orkidéer. Inga underarter finns listade i Catalogue of Life.